# Saint-Gilles, Ille-et-Vilaine

Saint-Gilles este o comună în departamentul Ille-et-Vilaine, Franța. În 1 ianuarie 2022 avea o populație de 5.489 de locuitori.